# Роберт Джонсон (музикант)
Ро́берт Леро́й Джо́нсон (англ. Robert Leroy Johnson; 8 травня 1911, Гейзелгерст, Міссісіпі, США — 16 серпня 1938, Грінвуд, Міссісіпі, США) — американський блюзовий гітарист та співак.
Будучи дельта-блюз-музикантом, Джонсон відпрацював власний, впізнаваний стиль. Використовував такі гітарні техніки як флажолет і слайд. Його твори виконували такі групи і музиканти як Ерік Клептон, Led Zeppelin, The Rolling Stones, Боб Ділан та інші. Ім'я цього музиканта внесено до Зали слави блюзу, a в 1991 році — до Зали слави рок-н-ролу. В 2008 році Девід Фрік поставив Джонсона на п'яте місце у списку 100 Greatest Guitarists журналу Rolling Stone . У версії рейтингу 2011 року Роберт Джонсон зазначений лише сімдесят першим.
Роберт Джонсон був обдарованим співаком, гітаристом і композитором, життя якого окутане легендами. Існує лише кілька його фотографій. Джонсон записав всього 29 пісень перед смертю в 1938 році у 27-річному віці. Відомо, що він не випустив жодного альбому, тому часто рекордингові компанії випускають збірки його пісень, укомплектовані по-різному. Багато його сучасників вважали, що він зустрів диявола на самотньому перехресті опівночі й за те, що продав йому свою душу, став найсильнішим блюзовим музикантом всіх часів. Швидше за все, Джонсон витратив багато часу на навчання у інших майстрів блюзу, відточуючи свою майстерність. Він досяг певного успіху і слави за свого життя.
Джонсон був отруєний ревнивим чоловіком (за однією версією — власником закладу, в якому виступав Джонсон) поблизу Грінвуду, Міссісіпі. Помер 16 серпня 1938 року.